# Gail Amundrud
Gail Amundrud (Canadá, 6 de abril de 1957) es una nadadora canadiense retirada especializada en pruebas de estilo libre, donde consiguió ser medallista de bronce olímpica en 1976 en los 4 x 100 metros estilo libre.

## Carrera deportiva
En los Juegos Olímpicos de Montreal 1976 ganó la medalla de bronce en los 4 x 100 metros estilo libre, con un tiempo de 3:48.81 segundos, tras Estados Unidos (oro) y Alemania Oriental (plata), siendo sus compañeras de equipo las nadadoras: Becky Smith, Barbara Clark y Anne Jardin.